# NGC 1646
NGC 1646 est une lointaine galaxie lenticulaire située dans la constellation de l'Éridan. NGC 1646 a été découverte par l'astronome germano-britannique William Herschel en 1786.

## Caractéristiques
Sa vitesse par rapport au fond diffus cosmologique est de (12 563 ± 45) km/s, ce qui correspond à une distance de Hubble de 185 ± 13 Mpc (∼603 millions d'al).
Le site NED indique que NGC 1646 est une paire formée de NGC 1646 NED01 (PGC 15194) et de  NGC 1646 NED02, mais cette dernière est peut-être un objet inexistant ou encore une galaxie compacte de magnitude égale à 15,0.